# Saint-Médard-en-Forez
Saint-Médard-en-Forez és un municipi francès situat al departament del Loira i a la regió d'Alvèrnia-Roine-Alps. L'any 2007 tenia 866 habitants.

## Demografia

### Població
El 2007 la població de fet de Saint-Médard-en-Forez era de 866 persones. Hi havia 318 famílies de les quals 56 eren unipersonals (34 homes vivint sols i 22 dones vivint soles), 101 parelles sense fills, 139 parelles amb fills i 22 famílies monoparentals amb fills.
La població ha evolucionat segons el següent gràfic:
Habitants censats

### Habitatges
El 2007 hi havia 400 habitatges, 329 eren l'habitatge principal de la família, 32 eren segones residències i 39 estaven desocupats. 358 eren cases i 42 eren apartaments. Dels 329 habitatges principals, 270 estaven ocupats pels seus propietaris, 57 estaven llogats i ocupats pels llogaters i 2 estaven cedits a títol gratuït; 16 tenien dues cambres, 34 en tenien tres, 95 en tenien quatre i 185 en tenien cinc o més. 266 habitatges disposaven pel capbaix d'una plaça de pàrquing. A 116 habitatges hi havia un automòbil i a 194 n'hi havia dos o més.

### Piràmide de població
La piràmide de població per edats i sexe el 2009 era:
| Homes | Edats   | Dones |
| ----- | ------- | ----- |
| 0     | 95 o +  | 0     |
| 0     | 90 a 94 | 4     |
| 4     | 85 a 89 | 16    |
| 0     | 80 a 84 | 0     |
| 8     | 75 a 79 | 4     |
| 28    | 70 a 74 | 8     |
| 12    | 65 a 69 | 12    |
| 12    | 60 a 64 | 20    |
| 12    | 55 a 59 | 20    |
| 56    | 50 a 54 | 32    |
| 40    | 45 a 49 | 44    |
| 24    | 40 a 44 | 36    |
| 20    | 35 a 39 | 28    |
| 28    | 30 a 34 | 12    |
| 20    | 25 a 29 | 20    |
| 28    | 20 a 24 | 20    |
| 48    | 15 a 19 | 48    |
| 48    | 10 a 14 | 24    |
| 24    | 5 a 9   | 32    |
| 20    | 0 a 4   | 4     |

## Economia
El 2007 la població en edat de treballar era de 566 persones, 428 eren actives i 138 eren inactives. De les 428 persones actives 402 estaven ocupades (205 homes i 197 dones) i 25 estaven aturades (10 homes i 15 dones). De les 138 persones inactives 65 estaven jubilades, 45 estaven estudiant i 28 estaven classificades com a «altres inactius».

### Ingressos
El 2009 a Saint-Médard-en-Forez hi havia 341 unitats fiscals que integraven 931 persones, la mediana anual d'ingressos fiscals per persona era de 18.591 €.

### Activitats econòmiques
Dels 24 establiments que hi havia el 2007, 1 era d'una empresa alimentària, 5 d'empreses de fabricació d'altres productes industrials, 3 d'empreses de construcció, 8 d'empreses de comerç i reparació d'automòbils, 1 d'una empresa de transport, 2 d'empreses d'hostatgeria i restauració, 2 d'empreses de serveis i 2 d'empreses classificades com a «altres activitats de serveis».
Dels 8 establiments de servei als particulars que hi havia el 2009, 3 eren tallers de reparació d'automòbils i de material agrícola, 1 paleta, 1 fusteria, 1 perruqueria i 2 restaurants.
Dels 2 establiments comercials que hi havia el 2009, 1 era una fleca i 1 una botiga de material esportiu.
L'any 2000 a Saint-Médard-en-Forez hi havia 36 explotacions agrícoles que ocupaven un total de 644 hectàrees.

## Equipaments sanitaris i escolars
El 2009 hi havia una escola elemental.

## Poblacions més properes
El següent diagrama mostra les poblacions més properes.